# Легат Августа пропретор
Лега́т Авгу́ста пропре́тор (лат. Legatus Augusti pro praetore) — официальный титул наместника некоторых провинций Римской империи в эпоху принципата.
Легаты пропреторы назначались, как правило, в наиболее крупные провинции, а также в те, где дислоцировались легионы. Провинции делились на императорские, наместники которых назначались императором лично, и на сенатские, чьи наместники (так называемые проконсулы) избирались римским сенатом.
На должность легата пропретора назначались сенаторы консулярского или преторского ранга (то есть те, которые ранее занимали должность консула или претора). Однако Египтом императоры назначали править только представителей всаднического сословия — префекта Египта, хотя в нём находилась армия. Некоторые небольшие имперские провинции, где не находились легионы (например, Мавретания, Фракия, Реция, Норик и Иудея) получали в качестве наместника прокуратора, который командовал только вспомогательными частями. Легат пропретор возглавлял провинциальную администрацию, был главным судебным чиновником и главнокомандующим всех вооруженных сил, базирующихся в провинции (и легионов, и вспомогательных подразделений). Единственной функцией, находившейся вне компетенции легата, были финансы (сбор налогов и управление ими); эта функция была возложена на независимого прокуратора, который подчинялся только императору. Легат Августа пропретор назывался также «quinquefascalis», ибо имел право на 5 ликторов.
В военной иерархии непосредственными подчиненными легата были легионные легаты (командиры легионов в провинции), которые в свою очередь начальствовали над военными трибунами (старшими офицерами легиона) и префектами (командующими) вспомогательных частей, прикреплённых к легиону.
В 68 году 15 из в общей сложности 36 римских провинций находились под властью легата Августа пропретора: Тарраконская Испания, Лузитания, Аквитания, Лугдунская Галлия, Белгика, Британия, Нижняя Германия, Верхняя Германия, Мёзия, Далмация, Галатия, Каппадокия, Ликия и Памфилия, Сирия, Нумидия.
Должность легата Августа пропретора исчезла примерно к концу III века.